# Craniella metaclada
Craniella metaclada är en svampdjursart som först beskrevs av Lendenfeld 1907.  Craniella metaclada ingår i släktet Craniella och familjen Tetillidae. Inga underarter finns listade i Catalogue of Life.